# Florian Carove

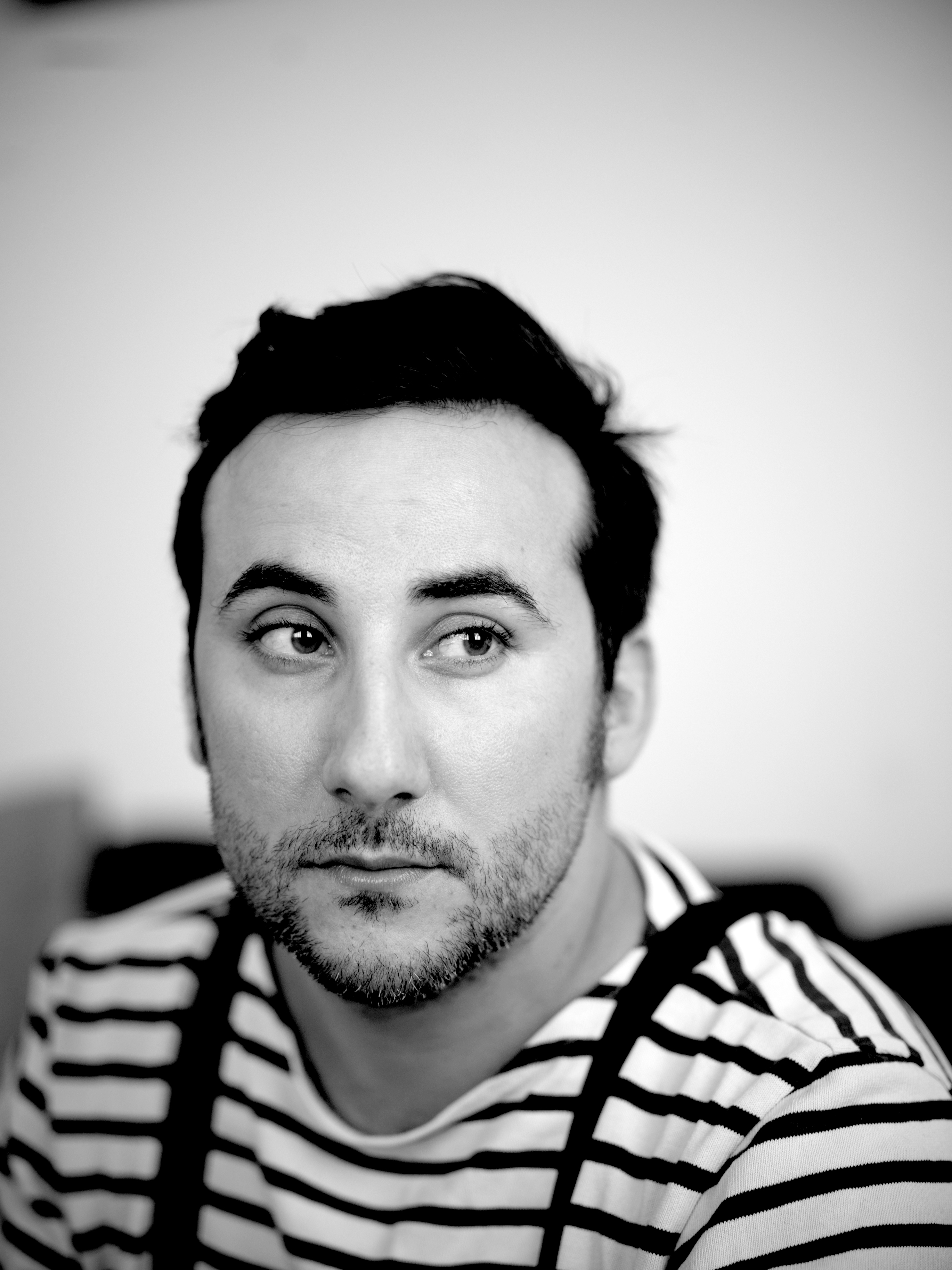
Künstlerporträt von Ingo Pertramer, Wien 2013

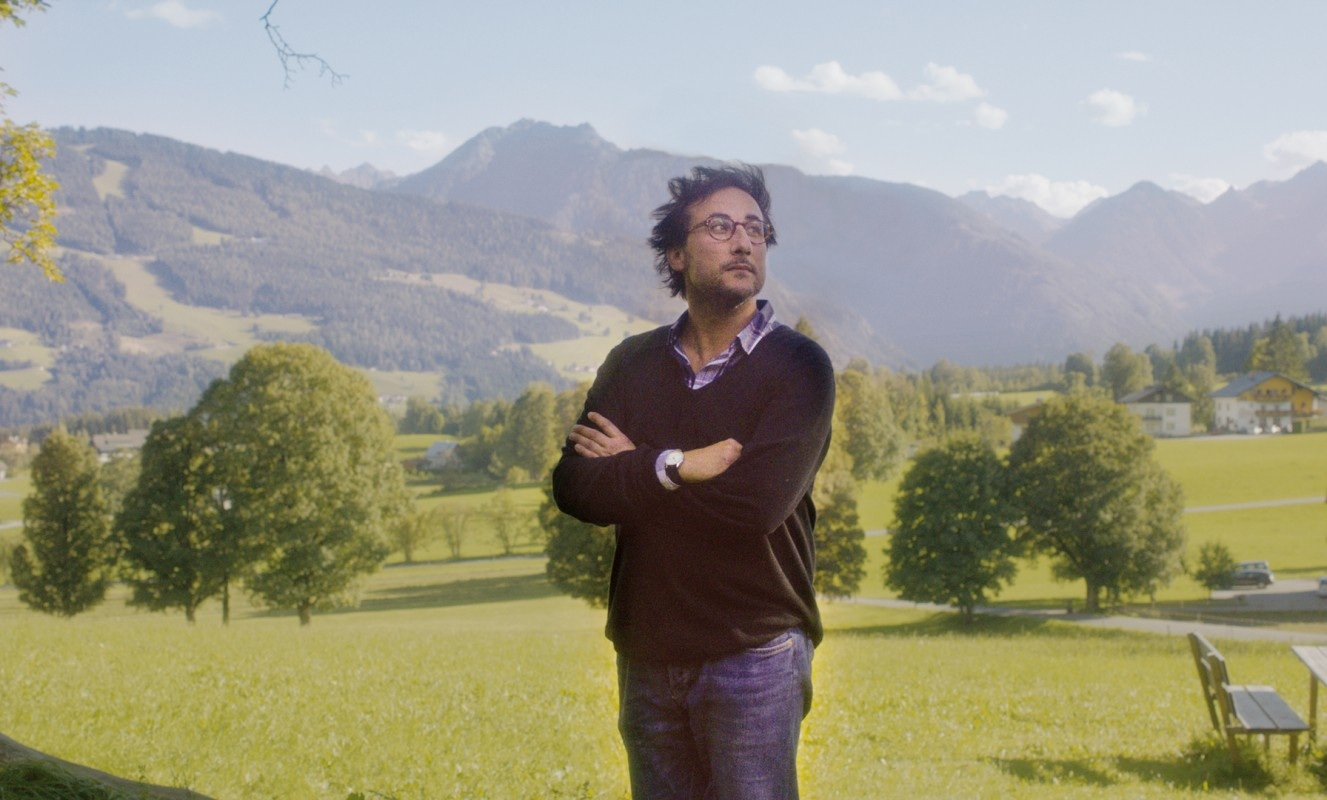
Carove im Film Boys like us von Patric Chiha

Florian Carove (* 30. Dezember 1975 in Wien) ist ein österreichischer Schauspieler. Er ist auf Bühnen unter anderem in Österreich, Deutschland und Frankreich sowie in Kino- und Fernsehproduktionen zu sehen.

## Leben
Seine Schulausbildung erhielt Carove am Lycée Français de Vienne. Nach Bestehen der  Aufnahmsprüfung am Konservatorium der Stadt Wien begann er dort sein Schauspielstudium unter der Leitung von Kammerschauspielerin Elfriede Ott. Mit 18 Jahren gab er sein Bühnendebüt in der Rolle des Mowgli in Rudyard Kiplings Dschungelbuch am Stadttheater Klagenfurt.
Noch während des Studiums folgten erste Engagements am Theater in der Josefstadt und Theater der Jugend in Wien. Er arbeitete u. a. mit Otto Schenk, Günter Krämer, Helmut Lohner, Erwin Steinhauer und David Muchta-Samurai. 1999 ging er als Ensemblemitglied an das Theater Phönix Linz, wo er u. a. als Romeo in Romeo und Julia, Pozzo in Warten auf Godot und als Kreon in Ödipus zu sehen war.
Er spielte den Christian in Cyrano de Bergerac an der Seite von Gregor Seberg bei den Sommerspielen Melk und unter der Regie von Michael Sturminger den Sebastian in Was ihr wollt bei den Sommerspielen Perchtoldsdorf.
2001 führte es ihn zurück nach Wien, wo ihn Johanna Tomek als Hamlet in Howard Barkers Gertrud.Der Schrei an der Seite von Gertrud Roll in der deutschsprachigen Erstaufführung besetzte. Barrie Kosky engagierte ihn für drei Jahre ans Schauspielhaus Wien. Er spielte in Erfolgsproduktionen wie Poppea (Die Krönung der Poppea), Der verlorene Atem oder Hoffmanns Erzählungen. Es folgten Gastspiele am Grand théâtre de la ville de Luxembourg, Berliner Ensemble, Melbourne Festival, Edinburgh Festival und am Sydney Opera House.
2006 bis 2007 kehrte er als Ensemblemitglied an das Theater in der Josefstadt zurück, wo er u. a. unter der Regie von Hans Hollmann die Gwendolen in Oscar Wildes Bunbury spielte. Für seine Darstellung erhielt er eine Nominierung für den Nestroypreis in der Kategorie „bester Nachwuchsschauspieler“.
2008 nahm er an einer Meisterklasse bei dem Regisseur Hans Peter Cloos in Paris teil. Cloos engagierte ihn daraufhin für die Rolle des Rosenverkäufers Sad in Robert Schneiders preisgekröntem Theatermonolog Dreck im Pariser Théâtre des Mathurins. Carove zog nach Paris und begann regelmäßig in Frankreich zu arbeiten.
Carove arbeitete mit Stephanie Mohr in Die Räuber am Stadttheater Klagenfurt. Er interpretierte Egmont in Beethovens gleichnamigen Musikstück mit dem Orchestre national de Lille unter der Leitung von Evelino Pidò. Regelmäßig arbeitete er am Garage X Theater Petersplatz, darunter in der österreichischen Erstaufführung von Karte und Gebiet nach Michel Houellebecqs Roman.
2014 hatte er eine Hauptrolle in dem französischen Kinofilm Boys like us unter der Regie von Patric Chiha. Im Fernsehen war er unter anderem 2014 in der ORF-Serie Altes Geld und der dritten Staffel von CopStories zu sehen.
2015 und 2016 trat er am Stadttheater Klagenfurt in den Produktionen Anton und Schillers Maria Stuart auf.
Florian Carove lebt und arbeitet in Wien und Paris.

## Theater (Auswahl)
Théatre du Capitole Toulouse
- 2019: Ariadne auf Naxos, Regie: Michel Fau

Bronski & Grünberg Theater
- 2017: Der Spieler, Regie: Alexander Pschill, mit Martin Zauner, Dominic Oley
- 2017: My funny Valentino (UA), Regie: Dominic Oley
- 2018: Wiener Blut, Regie: Ruth Brauer-Kvam
- 2019: Schuld und Sühne, Regie: Alex Pschill
- 2019: Der Reigen, Regie: David Schalko, Ruth Brauer-Kvam
- 2020: Die roten Augen von London, Regie: Dominic Oley

Café de la danse, Paris
- 2017: Agatha, Regie: Hans Peter Cloos

Theater in der Josefstadt, Wien
- 1996: Der Geizige, Regie: David Muchta-Samurai, mit: Otto Schenk, Marianne Nentwich
- 1997: Höllenangst, Regie: Helmut Lohner, mit Karlheinz Hackl, Otto Schenk
- 1997: Das ganze ein Stück, Regie: Günter Krämer, mit Ingrid Andree, Herbert Föttinger, Susanne von Almassy
- 1998: Liebesgeschichten und Heurathssachen, Regie: Erwin Steinhauer, mit Elfriede Ott, Helmut Lohner
- 1999: Des Teufels General, Regie: Otto Schenk, mit Sieghardt Rupp, Petra Morzé, Gertraud Jesserer
- 2006–2007: Bunbury oder The Importance of Being Earnest, Regie: Hans Hollmann, mit Otto Schenk
- 2006: Othello darf nicht platzen, Regie: Gernot Friedl, mit Otto Schenk, Dolores Schmidinger
- 2017/18: Maria Stuart, Regie: Gunter Kramer, mit Sandra Cervik, Elisabeth Rath, Raphael von Bargen

Berliner Ensemble
- 2009: Poppea, Regie: Barrie Kosky, mit Ruth Brauer-Kvam, Kyrre Kvam, Melita Jurisic

Théâtre des Mathurins, Paris
- 2009: Dreck (Saleté) von Robert Schneider, Regie: Hans Peter Cloos

Sydney Opera House
- 2009: Poppea, Regie: Barrie Kosky, mit Ruth Brauer-Kvam, Beatrice Frey

Royal Lyceum Theatre, Edinburgh
- 2007: Poppea, Regie: Barrie Kosky, mit Ruth Brauer-Kvam, Barbara Spitz, Martin Niedermair

Schauspielhaus, Wien
- 2003: Der verlorene Atem, Regie: Barrie Kosky
- 2004: Poppea, Regie: Barrie Kosky, mit Ruth Brauer-Kvam
- 2005: Hoffmanns Erzählungen, Regie: Barrie Kosky, mit Ruth Brauer-Kvam, Tania Golden
- 2005: Solo für ein Single, Regie: Florian Carove

Theater Phönix, Linz
- 1999: Shakespeares sämtliche Werke, Regie:Jürgen Heib
- 1999: Ödipus, Regie: Kasper von Erffa, mit Steffen Höld
- 2000: Warten auf Godot, Regie: Barbara Neureiter, mit Ferry Öllinger
- 2000: Sitcom: Menschenzoo, Regie: Hakon Hirzenberger, mit Alexander Jagsch
- 2000: Der Zerrissene, Regie: Harald Gebhartl, mit Max Mayer
- 2001: Romeo und Julia, Regie: Antonia Brix, mit Doris Hindinger, Alexander Jagsch
- 2001: Im weissen Rössl, Regie: Barbara Neureiter, mit Alexander Jagsch
- 2001: Fahrenheit 451, Regie: Hakon Hirzenberger, mit Alexander Jagsch, Christian Stasser

Theater der Jugend, Wien
- 1998: Stärker als Superman, Regie: Klaus Rott
- 1997: Kreuze am Horizont, Regie: Hans Escher

Stadttheater Klagenfurt
- 1995: Das Dschungelbuch, Regie: Oliver Konrad
- 2010: Die Räuber, Regie: Stephanie Mohr
- 2012: Komödie im dunkeln, Regie: Viktoria Schubert
- 2015: Anton, Regie: Michael Schachermaier
- 2016: Maria Stuart, Regie: Stephanie Mohr

Sommerfestspiele Melk
- 2001: Cyrano de Bergerac, Regie: Alexander Hauer, mit Gregor Seberg

Sommerspiele Perchtoldsdorf
- 2003: Was ihr wollt, Regie: Michael Sturminger, mit Gregor Bloéb, Gerti Drassl, Branko Samarovski
- 2012: Macbeth (Shakespeare), Regie: Hakon Hirzenberger, Max Mayer, Stefano Bernardin

Werk X Theater, Wien
- 2011: Startguthaben: Die Totalvernutzung der Welt von Sandra Gugić, Garage X Wien, Regie: Julia Burger mit Julia Jelinek
- 2013: Karte und Gebiet, Regie: Ali.M.Abdullah, mit Alexander Simon, Denis Cubic

Sommerspiele Haag
- 2018: Was ihr wollt, Regie: Alexander Pschill, mit Gerti Drassl, Susi Stach, Christian Dolezal
- 2019 Maß für Maß, Regie: Alexander Pschill, mit Charlotte Krenz, Angelika Niedetzky

## Fernsehen
- 2003: Die Schrift des Freundes, Regie:Fabian Eder, mit Karl Markovics
- 2011: Die Wüstenärztin, Regie: Jörg Grünler, mit Esther Schweins, Stefano Bernardin
- 2012: Schlawiner, Regie: Paul Harather, mit Michael Ostrowski, Alexander Jagsch, Angelika Niedetzky
- 2014: CopStories, Regie: Christopher Schier, mit Serge Falck, Martin Zauner
- 2014: Altes Geld, Regie: David Schalko, mit Udo Kier, Sunnyi Melles, Manuel Rubey
- 2015: SOKO Donau, Regie: Holger Barthel, mit Gregor Seberg, Lilian Klebow
- 2019: Schnell ermittelt, Regie: Gerald Liegel, mit Ursula Strauss
- 2020: Tatort: Krank, Regie: Rupert Henning, mit Adele Neuhauser
- 2021: Stadtkomödie – Die Lederhosenaffäre, Regie: Markus Engel

## Kino
- 2007: Weisse Lilien, Regie: Christian Frosch, mit Brigitte Hobmeier, Johanna Wokalek
- 2014: Boys like us, Regie: Patric Chiha, mit Raphael Bouvet, Jonathan Capdevielle, Inge Maux, Simon Morzé
- 2019: Fisch lernt fliegen, Regie: Deniz Cooper, mit Salka Weber, Julia Edtmeier, Pino D’Angiò (Berlinale 2019, Perspektive Deutsches Kino)

## Auszeichnungen
- 2006: Nestroypreis, Nominierung als bester Nachwuchsschauspieler als Gwendolen in Oscar Wilde’s Bunbury, Regie: Hans Hollmann, Theater in der Josefstadt, Wien
- 2017: Nestroypreis, Nominierung Maria Stuart, Regie Stephanie Mohr, Stadttheater Klagenfurt
- 2017 Nestroypreis, Nominierung Spezialpreis, gesamte Spielzeit, Bronski und Grünberg Theater, Wien